# Graubrustguan

Verbreitungsgebiet des Graubrustguans

Der Graubrustguan (Ortalis poliocephala), Syn. Penelope poliocephala ist eine Vogelart aus der Ordnung der Hühnervögel (Galliformes).
Die Art wurde früher mal als Unterart (Ssp.) des Braunflügelguans (O. vetula) angesehen, oder auch den Rotbauchguan (O. wagleri) als Unterart mit umfassend.
Der Vogel ist endemisch in Mexiko und kommt im semiariden Westen (Jalisco und Michoacán bis Chiapas) vor.
Der Lebensraum umfasst Laubwälder, Dornendickicht, Sekundärwald, auch Kiefern-Eichenwald, seltener Mangrovenwäldern und Palmenplantagen.
Der Artzusatz kommt von altgriechisch πολιός poliós, deutsch ‚grau, weißlich‘ und altgriechisch κεφαλή kephalē, deutsch ‚Kopf‘.

## Merkmale
Die Art ist 58–69 cm groß und wiegt etwa 760 g. Wie alle Vertreter der Gattung Ortalis hat auch dieser relativ große Guan einen langen Schwanz und Hals sowie lange und kräftige Füße. Die Kopfkappe einschließlich Stirn und Nackenübergang sind bräunlich-grau, die Oberseite blass bräunlich-olivfarben. Die Steuerfedern sind mehr grau und haben breite cremefarbene Spitzen hell bis dunkel ockerfarben. Die Brust ist grau-oliv und geht in weißliche Färbung an der Unterseite über in unterschiedlichem Ausmaß ocker- bis gelbbraun überhaucht, deutlicher an den Flanken. Die Unterschwanzdecken sind ockerfarben bis gelbbraun.
Die Iris ist haselnussbraun, die ungefiederte Haut um die Augen ist karminrot, der Schnabel blass grau. Die Füße sind aschgrau.
Die Geschlechter unterscheiden sich nicht. Jungvögel haben etwas spitzere Steuerfedern.
Die Art unterscheidet sich vom Rotbauchguan (O. wagleri) durch die rotbraune Unterseite und die rotbraunen Spitzen der Steuerfedern. Die Lebensräume dieser beiden Arten grenzen aneinander an, der Graubrustguan bevorzugt feuchtere Wälder und höhere Lagen. Auch das Ausbreitungsgebiet des Weißbauchguans (O. leucogastra) überlappt sich etwas, der ist aber kleiner und hat breitere und weißere Spitzen an den Steuerfedern, die Unterschwanzdecken sind weißlich, nicht zimtfarben, außerdem bevorzugt der Weißbauchguan niedere Lagen.
Der Braunflügelguan (O. vetula) ersetzt den Graubrustguan auf der Atlantikseite in Ostmexiko, aber in der Nähe von Pijijiapan kommen in einem schmalen Streifen beide Arten vor. Der Braunflügelguan ist etwas kleiner und gelbbraun am Bauch.

## Geografische Variation
Die Art ist monotypisch.
Die Art hybridisiert mit dem Rotbauchguan (O. wagleri) Ortalis wagleri x poliocephala.

## Stimme
Die Rufe sind ähnlich denen anderer Gattungsvertreter und werden als „chur-uh-uh-uhr“ beschrieben.

## Lebensweise
Die Art ist vermutlich ein Standvogel.
Die Nahrung besteht hauptsächlich aus pflanzlichem Material wie Früchten, Blüten, Pflanzensamen und Blättern, die häufig auf dem Boden, aber auf Büschen und Bäumen gesucht werden.
Die Brutzeit liegt zwischen April und August. Das von beiden Elternvögeln gebaute Nest ist eine flache Plattform aus Zweigen in 1–5 m Höhe. Das Gelege besteht aus 2–3 weißen Eiern, die nur vom Weibchen über 24 Tage bebrütet werden. Nestlinge können in wenigen Tagen fliegen.

## Gefährdungssituation
Der Bestand gilt als „nicht gefährdet“ (Least Concern).